# Levantamento de peso nos Jogos Pan-Americanos de 2019 - Até 87 kg feminino
A categoria até 87 kg feminino do levantamento de peso nos Jogos Pan-Americanos de 2019 foi disputada em 30 de julho  no Coliseo Mariscal Caceres, em Lima. 

## Calendário
Horário local (UTC-5).
| Data        | Horário | Fase  |
| ----------- | ------- | ----- |
| 30 de julho | 12:00   | Final |

## Medalhistas
| Ouro   | CHI María Fernanda Valdés |
| Prata  | DOM Crismery Santana      |
| Bronze | ECU Tamara Salazar        |

## Resultados
| Pos.              | Halterofilista            | Grupo | Arranque (kg) | Arremesso (kg) | Total (Kg) |
| ----------------- | ------------------------- | ----- | ------------- | -------------- | ---------- |
| Medalha de ouro   | CHI María Fernanda Valdés | A     | 112           | 147            | 259        |
| Medalha de prata  | DOM Crismery Santana      | A     | 117           | 141            | 258        |
| Medalha de bronze | ECU Tamara Salazar        | A     | 110           | 146            | 256        |
| 4                 | VEN Naryury Pérez         | A     | 112           | 140            | 252        |
| 5                 | MEX Ana Torres            | A     | 104           | 135            | 239        |
| 6                 | BRA Jaqueline Ferreira    | A     | 105           | 131            | 236        |
| 7                 | PUR Keyshla Rodríguez     | A     | 88            | 120            | 208        |
| 8                 | ARG Carla Santillán       | A     | 90            | 117            | 207        |
| 9                 | PER Angie Castro          | A     | 78            | 105            | 183        |